# Explozia de la Comănești
Explozia de la Comănești a fost o detonație puternică de sursă necunoscută care a avut loc în zona Comănești la data de 20 aprilie 2006 în jurul orei locale 09:15–09:20 dimineața și al cărei vuiet s-a auzit puternic pe teritoriul județelor Bacău, Neamț, Harghita și Covasna.

## Explozia
În urma zgomotului puternic petrecut în dimineața zilei de joi, ora 09:20, cetățenii localităților Comănești, Onești, Dărmănești, Asău, Palanca, Agăș (de pe Valea Trotușului) și Moinești, Tescani, Bacău, Lucăcești (de pe Valea Tazlăului Sărat) și altele au intrat în stare de panică, autoritățile locale și cele naționale demarând verificarea tuturor obiectivelor industriale din Județul Bacău, zona fiind survolată timp de 105 minute de un elicopter militar IAR 330 Puma din cadrul Serviciului de Luptă și Intervenție Umanitară al Bazei aeriene 95 Bacău, dar nu s-a descoperit nimic care să explice fenomenul petrecut.

## Teorii
La scurt timp după explozie s-a realizat verificarea perimetrului exploatării miniere Comănești, exploatării petrolifere Moinești, zona industrială a Platformei Petrochimice Borzești, șantierului unui pod în construcție la Berzunți în scopul căutării urmelor unei eventuale explozii dar și pădurea pentru a găsi cratere ale unui posibil meteorit ce a explodat în aer sau a unui avion militar ori satelit militar prăbușit. De asemenea au fost chestionați comandantul Bazei aeriene 95 Bacău în vederea aflării zborurilor avioanelor din dotare în ziua respectivă, angajații releului de Radio-Televiziune Lapoș ca martori oculari și conducerea Institutului Național de Cercetare-Dezvoltare pentru Fizica Pământului pentru a se afla dacă la acel moment s-a petrecut o mișcare seismică.
În urma negăsirii unor dovezi palpabile în aceste zone cercetate, la exploatarea minieră R.A.L. Comănești programul de lucru în vederea detonării unor amenajări fiind închis, iar celelalte obiective raportând rezultate negative, au început să se vehiculeze zvonuri pe plan local conform cărora ar fi putut fi un experiment militar, un obiect zburător neidentificat sau un avion militar invizibil ce ar fi trecut cu viteză mai mare decât bariera sunetului.
Dan Mitruț, vicepreședintele Societății Astronomice Române la acea dată, a susținut varianta exploziei în atmosferă a unui meteorit de masă mică. Această teorie nu este pe deplin acceptată deoarece alți specialiști cred că ar fi lăsat totuși urme la sol, așa cum s-a întâmplat la Tunguska, Siberia în anul 1908. De asemenea, varianta experimentului militar nu este totuși realistică deoarece suprafața acoperită a fost de cel puțin 15.500 kilometri pătrați iar teoria depășirii barierei sunetului a fost privită cu scepticism, din aceleași considerente.

## Impactul media
Pe plan local agențiile de presă au relatat și dezbătut intens incidentul.

## Alte explozii
În ziua de 29 august 2008 după-amiaza s-au auzit trei explozii consecutive de intensitate mare tot în zona Comănești.